# زورگیری (فیلم)
زورگیری (به هندی: Dadagiri) یا دادگیری فیلمی محصول سال ۱۹۸۷ و به کارگردانی دیپاک شیودسانی است. در این فیلم بازیگرانی همچون درمندرا، پادمینی کولاپوری، گوویندا، راتی آگنیهوتری، آمریش پوری ایفای نقش کرده‌اند.